# Cantó de Senta Alvèra
El cantó de Senta Alvèra és un cantó francès del departament de la Dordonya, situat al districte de Brageirac. Té 7 municipis i el cap és Senta Alvèra.

## Municipis
- Limuèlh
- Paunac
- Pesulh
- Senta Alvèra
- Senta Fe de Long Ga
- Sent Laurenç deus Bastons
- Tremolat

## Història
| Data d'elecció                           | Identitat       | Partit           | Qualitat |
| ---------------------------------------- | --------------- | ---------------- | -------- |
| 1970-1988                                | Michel Labroue  | MRG              |          |
| 1988-                                    | Philippe Ducène | RPR, després UMP |          |
| les dades anteriors no són pas conegudes |                 |                  |          |
|                                          |                 |                  |          |

## Demografia
| 1962  | 1968  | 1975  | 1982  | 1990  | 1999  | 2006  |
| ----- | ----- | ----- | ----- | ----- | ----- | ----- |
| 2.731 | 2.614 | 2.366 | 2.406 | 2.535 | 2.525 | 2.735 |